# John Kim
John Harlan Kim (Melbourne, 10 gennaio 1993) è un attore australiano di origini coreane, noto principalmente per aver interpretato il ruolo di Ezekiel Jones nella serie televisiva The Librarians.

## Biografia
John Harlan Kim nasce a Melbourne da genitori di origine coreana. Nei primi anni della sua infanzia si dedica prettamente ad attività sportive, giocando a sport di squadra come basket, tennis e football australiano, iniziando ad interessarsi alle arti solo durante l'adolescenza.

### Carriera
All'età di quindici anni, sotto il suggerimento di un amico, Kim iniziò a frequentare un corso di recitazione in uno studio locale, dove venne notato da un talent scout che lo aiutò a partecipare come comparsa in alcuni programmi televisivi locali e film aziendali. Successivamente riuscì ad ottenere il suo primo provino per una grossa produzione, la miniserie televisiva prodotta da Tom Hanks e Steven Spielberg The Pacific. La miniserie veniva girata a pochi chilometri dalla sua città natale, e grazie al provino riuscì ad ottenere una piccola parte di un soldato giapponese di quattordici anni. Terminate le riprese della miniserie, l'attore riuscì a firmare un contratto con una più grossa agenzia di talenti, grazie alla quale poco dopo riuscì ad ottenere il ruolo ricorrente di Dale "Macca" McGregor nella soap opera australiana Neighbours. Tra il 2009 e il 2011 Kim è apparso il quattordici puntate della soap opera, recitando accanto ad attori del calibro di Bella Heathcote e Margot Robbie.
Nel 2014 ottiene il ruolo per cui è maggiormente conosciuto dal grande pubblico, ossia quello del ladro Ezekiel Jones della serie televisiva The Librarians, trasmessa sul canale televisivo via cavo TNT. Entrato a far parte del cast principale fin dal primo episodio, ha recitato in tutti i quarantadue episodi della serie, cancellata del 2018 al termine della quarta stagione.
Nel 2020 entra a fare parte del cast della terza stagione della serie televisiva 9-1-1 nel ruolo ricorrente di Albert Han, fratello minore di Howard "Chimney" Han, interpretato da Kenneth Choi. Il 27 agosto dello stesso anno viene inoltre annunciato che l'attore è stato promosso nel cast principale della serie a partire dalla quarta stagione.

## Filmografia

### Cinema
- Good Luck with Everything, regia di Chris Riggi (2020)
- Paper Tiger, regia di Paul Kowalski (2020)
- Fino all'ultimo indizio (The Little Things), regia di John Lee Hancock (2021)
- I Am Mortal, regia di Tony Aloupis (2021)
- Purple Hearts, regia di Elizabeth Allen e Ben Lewin (2022)

### Televisione
- Neighbours – soap opera, 14 puntate (2009-2011)
- The Pacific – miniserie TV, puntata 9 (2010) – non accreditato
- The Librarians – serie TV, 42 episodi (2014-2018)
- NCIS: Los Angeles – serie TV, episodio 10x17 (2019)
- Pandora – serie TV, 7 episodi (2019-2020)
- Hawaii Five-0 – serie TV, episodi 10x15-10x17 (2020)
- 9-1-1 – serie TV, 11 episodi (2020-in corso)
- Nancy Drew – serie TV, 9 episodi (2021-2023)
- Twenties – serie TV, episodi 2x08-2x09 (2021)
- Cruel Intentions - serie TV, puntata 7 (2024)

## Doppiatori italiani
- Lorenzo De Angelis in The Librarians
- Manuel Meli in NCIS: Los Angeles
- Riccardo Suarez in 9-1-1